# Pseudostaurosphaeria
Pseudostaurosphaeria is een  geslacht van schimmels behorend tot de familie Phaeosphaeriaceae. De typesoort is Pseudostaurosphaeria chromolaenicola.

## Soorten
Volgens Index Fungorum telt het geslacht twee soorten (peildatum april 2023):
| Soortnaam                            | Auteur(s)          | Publicatiejaar |
| ------------------------------------ | ------------------ | -------------- |
| Pseudostaurosphaeria chromolaenae    | Mapook & K.D. Hyde | 2020           |
| Pseudostaurosphaeria chromolaenicola | Mapook & K.D. Hyde | 2020           |